# Palampur
Palampur (hindi पालमपुर) – miasto w północnych Indiach w stanie Himachal Pradesh, w zachodnich Himalajach.
Populacja miasta w 2001 roku wynosiła 4006 mieszkańców.